# SOLILOQUY
「SOLILOQUY」（ソリロキー）は、日本のビッグ・ビートユニット、BOOM BOOM SATELLITESの5thシングル。2001年7月18日、ソニー・ミュージックレコーズより発売。

## 解説
- アルバム『UMBRA』からのシングルカット。

## 収録曲
全作詞・作曲・編曲：BOOM BOOM SATELLITES
1. SOLILOQUY (5:40)
2. SOLILOQUY (DAZZLE-T'S HEADROC RMX) (8:00)
3. SLOUGHIN' BLUE (JAMSCAPE) (4:16)
4. YOUR REALITYS' A FANTASY BUT YOUR FANTASY IS KILLING ME (COLDCUT V.STEINSKI-GOING UNDER MIX) (6:39)

## 収録アルバム
- UMBRA (#1)
- 19972007 (#1)